# House of Ninjas
House of Ninjas (忍びの家?, Shinobi no ie, lett. "La casa degli shinobi") è una serie televisiva giapponese creata da Dave Boyle per Netflix. È interpretato da Kento Kaku come protagonista, insieme a Yōsuke Eguchi, Tae Kimura, Kengo Kōra, Aju Makita, Nobuko Miyamoto e Riho Yoshioka. Segue una famiglia di ninja, noti come shinobi, mentre lottano per connettersi come una famiglia.
House of Ninjas è stato distribuito in tutto il mondo il 15 febbraio 2024.

## Trama
La serie ruota attorno ai Tawara, una famiglia shinobi che vive in una tradizionale "casa dei ninja" nel Giappone odierno. Sei anni fa, il figlio maggiore è morto durante una missione per salvare un politico rapito e i Tawara hanno abbandonato la loro disciplina. Mirano ad essere una famiglia normale, ma lottano con alcune disfunzioni idiosincratiche. Quando si manifesta una nuova crisi, tuttavia, la famiglia viene risucchiata nell'ombra del suo passato.

## Episodi
| Stagione       | Episodi | Prima TV Giappone | Prima TV Italia |
| -------------- | ------- | ----------------- | --------------- |
| Prima stagione | 8       | 2024              | 2024            |

## Personaggi e interpreti
- Haru Tawara, interpretato da Kento Kaku, doppiato da Flavio Aquilone.
Il secondogenito della famiglia di ninja Tagara. Si sente responsabile della morte di suo fratello maggiore Gaku, ucciso da un assalitore che Haru ha risparmiato.
- Soichi Tawara, interpretato da Yōsuke Eguchi, doppiato da Andrea Lavagnino.
Il padre della famiglia e discendente di Hattori Hanzō. Dopo la morte del figlio maggiore Gaku, si è ritirato dai doveri ninja e ha relegato la sua vita a gestire il birrificio di famiglia come un normale civile, non sapendo che il figlio, la figlia e la moglie rimasti hanno segretamente continuato a usare le loro abilità per le missioni.
- Yoko Tawara, interpretata da Tae Kimura, doppiata da Antilena Nicolizas.
La moglie di Soichi e una piccola taccheggiatrice che è la prima a utilizzare segretamente le sue abilità per una missione riguardante l'incrociatore sei anni fa a causa della quale suo figlio Gaku era morto.
- Gaku Tawara, interpretata da Kengo Kōra, doppiato da Davide Albano.
Il figlio maggiore della famiglia Tawara, ucciso sei anni fa durante una missione per salvare un politico rapito.
- Nagi Tawara, interpretata da Aju Makita, doppiata da Margherita Rebeggiani.
L'unica figlia della famiglia Tawara e una studentessa universitaria che ha utilizzato le sue abilità per commettere una serie di furti in musei di alto profilo che la portano coinvolta in una cospirazione pubblica.
- Taki Tawara, interpretata da Nobuko Miyamoto, doppiata da Mirta Pepe.
La nonna e la madre di Soichi.
- Karen Ito, interpretata da Riho Yoshioka, doppiata da Luisa D'Aprile.
Una giornalista che Haru incontra regolarmente in un ristorante di ciotole di manzo. Viene coinvolta quando il suo giornale le assegna di indagare su un caso.
- Majin Hamashima, interpretato da Tomorowo Taguchi, doppiato da Oliviero Dinelli.
Il capo del Bureau of Ninja Management che assegna missioni alla famiglia Tagara.
- Ayame, interpretata da Bambi Naka, doppiata da Serena Stollo.
Un'assassina che lavora per il culto Genenkai.
- Masamitsu Oki, interpretato da Tokio Emoto, doppiato da Daniele Di Matteo.
Un membro junior del Bureau of Ninja Management che lavora sotto Hamashima.
- Touko Mukai, interpretata da Mariko Tsutsui, doppiata da Eleonora Reti.
Una politica di alto profilo che è stato oggetto di un rapimento sei anni fa, ma è stata salvata dalla famiglia Tawara il giorno in cui è stato annunciato il riscatto dei suoi rapitori.
- Kosaku Kuze, interpretato da Kyusaku Shimada, doppiato da Nicola Braile.
Un addetto alle pulizie e interrogatore per il Bureau of Ninja Management.
- Zensuke Omi, interpretato da Pierre Taki, doppiato da Giovanni Caravaglio.
Un detective della polizia che indaga sul conflitto ninja tra i Tawara e i Fuma.
- Riku Tawara, interpretato da Tenta Banka, doppiato da Domenico Reale.
Il figlio più giovane della famiglia Tawara senza alcuna conoscenza delle attività ninja della sua famiglia.
- Yosuke Tsujioka, interpretato da Takayuki Yamada, doppiato da Daniele Giuliani.
Il leader del culto Gentenkai. È il diciannovesimo "Fuma Kotaro" del clan Fuma ed è stato l'uomo che Haru ha risparmiato sei anni fa.
- Mori Mayuko, interpretata da Aoba Kawai.
La nuova responsabile delle vendite del birrificio Tawara con un passato misterioso.

## Accoglienza
L'aggregatore di recensioni Rotten Tomatoes ha riportato un indice di gradimento del 100% basato su 9 recensioni della critica.
Netflix ha riferito che a febbraio 2024 la serie è al primo posto nella classifica settimanale globale (non in inglese) nella seconda settimana di uscita.